# Lišnjak
Lišnjak je naselje u sastavu Grada Drniša u Šibensko-kninskoj županiji. Nalazi se oko 5 kilometara sjeverno od središta Drniša. 

## Povijest
Ilirsko pleme Delmata imalo je brojna gradinska naselja na drniškom području. Jedno takvo naselje nalazilo se na mjestu današnje crkve sv. Ilije u Lišnjaku.
Lišnjak se prvi put spominje u turskom defteru (popisu) iz 1528.-1530. godine. i to kao mezra, tj. napušteno selo u nahiji Petrovo polje, Vilajet Hrvati, pa se može zaključiti da je naselje postojalo i prije osmanskog zauzimanja drniškog kraja 1522. godine,  tj. da se radi o hrvatskom srednjovjekovnom selu, o čemu svjedoče i ostatci apside u rimokatoličkoj crkvi sv. Ilije proroka u Lišnjaku. Tijekom obnove crkve otkriveni su i drugi arheološki ostaci koji svjedoče o neprekinutom sakralnom naslijeđu od ranokršćanskog razdoblja. Pronađeni su ranokršćanski ulomak pilastra s stupićem te ulomak namještaja.
Lišnjak je nakon dolaska Osmanlija desetljećima ostao nenaseljen što je vidljivo iz deftera iz 1528.-1530, 1540.-1542. i 1550. godine u kojima je Lišnjak evidentiran kao napušteno selo. Stanovništvo sela je pred osmanskom najezdom vjerojatno izbjeglo u dalmatinsko primorje. Tek se u defteru iz 1574. godine bilježe novi stanovnici sela i to ukupno četiri porezna obveznika, tj. četiri kuće/obitelji. U defterima iz 1585. i 1604. godine u Lišnjaku je zabilježeno po osam poreznih obveznika, tj. osam kuća/obitelji. Procijenjena brojnost obitelji na području nahije Petrovo polje u ovom povijesnom razdoblju iznosi 11 članova, iz čega proizlazi da je Lišnjak 1574. godine brojio 45 stanovnika, a 1585. i 1604. 90 stanovnika. Tadašnje stanovništvo sela su najvjerojatnije bili doseljenici iz Zapadne Hercegovine ili Bosne, a moguće i domicilni stanovnici obližnjih sela koji su se zbog širenja obitelji tamo preselili. Posljednja pretpostavka zaživjela je kod Lišnjačana i do danas je ostalo uvriježeno vjerovanje da su njihovi pretci došli iz susjednog sela Trbounja. Iz spisa šibenskih bilježnika i šibenskih matičnih knjiga krštenih i vjenčanih iščitava se da su u Lišnjaku početkom 17. st. bila prisutna sljedeća prezimena: Tomić, Mandić i Raosavić. Moguće je da su u ovom razdoblju osim spomenutih prezimena stanovnici Lišnjaka nosili i neka druga prezimena, npr. prezime Vukušić. Toj pretpostavci idu u prilog podatci iz osmanskih deftera iz 1585. i 1604. godine u kojima je u Lišnjaku popisan Vuk, sin Ivana. Moguće je, stoga, pretpostaviti da bi prezime Vukušić, koje od vremena mletačke i austrijske vladavine pa sve do modernog vremena nose stanovnici Lišnjaka, moglo imati izvor u tom osobnom imenu. Ovo prezime je metronimsko prezime koje se tvori dodavanjem sufiksa -ić na osnovu majčina patronima (Vukuša, udovica Vuka → Vukuš-ić).
Godine 1648. rimokatoličko stanovništvo nahije Petrovo polje se, uz podršku visovačkih franjevaca, pridružuje Mlečanima u borbi protiv Osmanlija te grad Drniš i okolica bivaju oslobođeni. Mleci se trajno ne zadržavaju na oslobođenom području i tako ostavljaju ustanike na milost i nemilost Osmanlija. Stoga velik broj stanovnika bježi na sigurnije mletačke posjede između Tisnog i Grebaštice, a njihovu sudbinu vjerojatno dijele i stanovnici Lišnjaka. Područje nahije Petrovo polje u sljedećim desetljećima uslijed ratnih sukoba te pljačkaških pohoda svih vrsta biva područje nesigurno za život, postaje tzv. ničija zemlja. U ovakvim okolnostima Mleci veliku skupinu izbjeglica s drniškog područja naseljavaju u Solin i Vranjic, dio u šibenske varoši Dolac, Goricu, Varoš i Mandalinu te više obitelji u Istru. Međutim, dio izbjeglih ljudi, razočaran nebrigom mletačkih vlasti za njihovu sudbinu, odlučio je vratiti se u svoje napuštene domove.
Gdje su točno u ovim previranjima završili stanovnici Lišnjaka nije poznato. Prema dostupnim, doduše nepotpunim podacima, čini se da se po konačnom oslobođenju drniškog kraja od Osmanlija u Lišnjaku više ne pojavljuju prezimena Tomić, Mandić i Raosavić. Umjesto njih pretežito se javlja prezime Vukušić, što navodi na pretpostavku da se obitelj s tim prezimenom jedina vratila u selo ili ga nikada nije ni napustila. Moguće je, dakako, i da se nitko od iseljenog stanovništva Lišnjaka po oslobođenju nije vratio u selo te da je ono kasnije naseljeno ljudima iz drugih područja. Šibenske matične knjige i spisi šibenskih bilježnika s početka 17. stoljeća  spominju prezime Vukušić (prvo spominjanje 1601. g.) kod više obitelji porijeklom iz sela Mirlović Zagora i Mirlović Polje, pa je moguće pretpostaviti i da se netko od tih ljudi kasnije naselio u Lišnjak. Prvi poznati stanovnici Lišnjaka u postosmanskom razdoblju mogli bi biti Pavao i Lucija Vukušić i njihova kćer Iva o kojima podatke pronalazimo u drniškim knjigama krštenih 26. lipnja 1706. godine.
Nakon osmanskog razdoblja u drniškom području slijede stoljeća relativno mirnijeg i stabilnijeg života koje prati kontinuirani rast stanovništva. Od 1683. do 1797. godine, selo je dio Mletačke Republike, a potom Lišnjak postaje dio Habsburškog Carstva. Zauzele su ga Napoleonove postrojbe 1806. godine i pod francuskom je vlašću do 1813. godine. Nakon pada Napoleona ponovo je uslijedila habsburška vlast koja je trajala do kraja Prvog svjetskog rata. Nakon Prvog svjetskog rata selo prvo nakratko ulazi u sastav Kraljevine Italije, potom Kraljevine Srba, Hrvata i Slovenaca, koja potom mijenja naziv u Kraljevinu Jugoslaviju. Tijekom Drugog svjetskog rata Lišnjak je dio marionetske Nezavisne Države Hrvatske, a nakon završetka rata ulazi u sastav SR Hrvatske u okviru socijalističke Jugoslavije. Raspadom SFRJ naselje ostaje u Republici Hrvatskoj. 
Lišnjak najveći broj stanovnika ima 1953. godine – ukupno njih 251. Život sela u drugoj polovici 19. st. i prvoj polovici 20. st. je povezan s razvojem rudarstva u obližnjim naseljima Siveriću, Velušiću i Trbounju u kojem su kao rudari bili zaposleni mnogi stanovnici Lišnjaka. Razvoj industrije u gradu Drnišu te nedostatak komunalne infrastrukture u selu, krajem 50-ih godina 20. stoljeća dovode do demografskog pražnjenja Lišnjaka pa on između 1953. i 1971. gubi više od polovice stanovništva, da bi se 1991. broj stanovnika smanjio na 17 i to mahom starijih stanovnika. U isto vrijeme najučestalije prezime u gradu Drnišu postaje lišnjačko prezime Vukušić.
Velikosrpske snage i JNA 16. rujna 1991. godine napadaju Drniš i okolna naselja što dovodi do okupacije i zbjega 17.000 stanovnika drniškog kraja uključivo i stanovnike Lišnjaka. Nakon toga uslijedila je pljačka i palež napuštenih domova te mnogobrojna ubojstva i zlostavljanja hrvatskih, uglavnom staračkih obitelji, koje nisu napustile svoje domove. Nepune četiri godine nakon toga, u operaciji Oluja, 5. kolovoza 1995. oslobođeni su i Drniš i Lišnjak. Većina prijašnjeg, ionako malobrojnog stanovništva nije se vratila u selo poslije oslobođenja jer je u međuvremenu pomrla ili se trajno smjestila kod rodbine. Godine 2011. u Lišnjaku žive dva stanovnika.
Selo je 2016. godine dobilo vodovod, a potom je asfaltirana i cesta Žabina ulica – Lišnjak. Selo 2021. godine ima 4 stanovnika, od čega 2 djeteta. U selu povremeno boravi desetak stanovnika, aktivno je jedno stočarsko gospodarstvo te su obnovljene dvije kuće s bazenima u funkciji visokog turizma.

## Ime sela
Položaj sela na planini Promini pogodan je za stočarstvo pa ime sela najvjerojatnije potječe od starohrvatske riječi „lišnjak“ za stog izgrađen od granja s lišćem, a koji se nakon Velike Gospe pripremao kao zaliha hrane za stoku u zimskom razdoblju.

## Znamenitosti
- Crkva sv. Ilije proroka[19] Povijest crkve sv. Ilije proroka u Lišnjaku seže u predtursko doba što je vidljivo po ostacima apside. God. 1690. iz temelja je popravljena. Prema spisima vizitacije, imala je 1715. godine "veoma lijepu" oltarsku sliku. Crkva je produžena godine 1800. Na pročelju je zvonik na preslicu s dva zvona. Godine 1970. uređena je prema novim liturgijskim propisima. Na zidu je stara slika sv. Ilije. U Domovinskom ratu crkva je devastirana, a zvona odnesena. Uništen je i kip Gospe od Karmela. Nakon Domovinskog rata je obnovljena. Postavljen je novi krov, a iznutra obijena stara i postavljena nova žbuka. Prilikom obnove u četvrtastoj apsidi uočeni su produžetci starih temelja. Na istim temeljima podignuta je nova produžena apsida. Nabavljen je kip sv. Ilije prilogom vjernika, koji je blagoslovljen 20. srpnja 2013. Uređen je prezbiterij s novim ambonom. Oko crkve je groblje.

- Bratska kuća U Lišnjaku postoji Bratska kuća te lokalitet Bratska (poljoprivredno zemljište)[20] Ne postoje nikakvi zapisi niti sjećanja na postojanje bratovštine u Lišnjaku, no moguće je da je ona osnovana u razdoblju mletačke, a ukinuta za vrijeme francuske vladavine. Naime, Venecija je poticala osnivanja bratovština, a Napoleonovim dekretom iz 1807. one su trebale biti ukinute.[21]

- Javna česma Javnu  česmu Lišnjak je dobio za vrijeme austrijske vlasti. Česma je trebala biti izgrađena u selu, no stanovnici su se ovom planu usprotivili u strahu da se netko od djece ne utopi pa je česma izgrađena skoro kilometar niže od sela. Ispod česme su bila postavljena dva korita koja su služila za napajanje stoke. Vodu za uporabu u kućanstvu su u vučijama na leđima u Lišnjak donosile seoske žene.

- Ugljenokop Niže od sela se nalaze dva ugljenokopa koja su bila u funkciji samo kraće vrijeme. Najveći ugljenokop u blizini sela, do kojeg je vodila i željeznička pruga, nalazio se u selu Velušiću – tzv. ugljenokop Makala.[22] Ovdje su stanovnici Lišnjaka prebirući po ugljenom škartu, koji je ostajao kao otpad nakon odvajanja smeđeg ugljena za tržište, pronalazili zaostali kvalitetni ugljen te tako osiguravali ogrjev za svoja domaćinstva.

## Crtice o rudarstvu
- U drugoj polovici 19. i prvoj polovici 20. stoljeća veliki broj stanovnika Lišnjaka radio je u rudnicima u Siveriću, Velušiću i Trbounju.
- Rad u rudnicima bio je izuzetno težak i slabo plaćen. Tako je početkom 20. stoljeća plaća u rudniku Siverić iznosila 1,4 – 1,6 kruna na dan za rad od 10 do 12 sati, tj. prosječno 0,1364 krune po satu.[23] Obzirom da je vrijednost austro-ugarske krune iznosila 304,88 mg zlata, prosječna satnica od 0,1364 krune/h, tj. 0,04157 g zlata/h odgovara današnjoj satnici od 2,4 €/h. (Prosječna vrijednost zlata u 2021.-2022. iznosila je 58,3 € za 1 g zlata)[24]
- U drugoj polovici 19. stoljeća vrijednost rada u rudniku Siverić je bila još i manja. Rudari su bili prisiljeni umjesto plaće uzimati bonove koje su mogli trošiti samo u radničkoj zadruzi „Dispensi“ koja je bila pod kontrolom talijanske uprave. Cijene u „Dispensi“ bile su izuzetno visoke, a rudarima se prodavala pokvarena kaštradina, užeglo ulje te patvoreno vino i rakija.[25]

## Stanovništvo
Prema popisu iz 2021. godine naselje je imalo 4 stanovnika.
| broj stanovnika | 64    |       | 105   | 116   | 128   | 158   |       | 205   | 249   | 251   | 235   | 122   | 50    | 17    | 5     | 2     | 4     |
|                 | 1857. | 1869. | 1880. | 1890. | 1900. | 1910. | 1921. | 1931. | 1948. | 1953. | 1961. | 1971. | 1981. | 1991. | 2001. | 2011. | 2021. |

## Prezimena
U osmanskom razdoblju (do 1683. g.) u selu su zabilježena prezimena Tomić, Mandić i Raosavić. U postosmanskom razdoblju ova prezimena se više ne bilježe, a najučestalije postaje prezime Vukušić. Osim prezimena Vukušić u selu se u 18. i 19. stoljeću bilježi prezime Slavica, a u 19. i 20. st. i prezime Čulina (isključivo u zaseoku Čuline).

## Obiteljski nadimci
Obiteljski nadimci su priimci koji se pridijevaju obiteljima uz njihovo prezime te služe kao dopunsko sredstvo za identifikaciju. U izdvojenim (seoskim) sredinama, u svakidašnjoj neslužbenoj  uporabi nadimak preuzima ulogu drugog, neslužbenog prezimena.
Neki od obiteljskih nadimaka u Lišnjaku su bili: Šimnovići, Mrkelići, Vurlani i Ušanovići. Šimnovići, Mrkelići i Vurlani spadaju u obiteljske nadimke patronimskog postanja, i to po muškom imenu (Šimun→Šimunovići→Šimnovići; Marko→Markelići→Mrkelići; Jure→Jurlani→Vurlani). Nadimak Ušanovići spada u satiričko-humoristični obiteljski nadimak motiviran tjelesnom manom (Ušan – koji ima velike ili male uši→Ušanovići). Potreba za obiteljskim nadimcima kao dopunskim sredstvom identifikacije uz prezime Vukušić vjerojatno je nastala u prvoj polovici 19. stoljeća kao posljedica porasta broja stanovnika u Lišnjaku, a nadimci su bili vezani uz najstarije članove (glave) obitelji. Moguće je da su te glave obitelji upravo Šimun Vukušić, preminuo 1838.g. u 75 godini života, Marko Vukušić preminuo 1814. godine u 70 godini života te Jure Vukušić preminuo 1814. u 65 godini života, kako se navodi u Matičnim knjigama mrtvih Badanj (Drniš) 1812-1836  i 1836-1860.

## Crtice o prezimenu Vukušić
- Prezime Vukušić, prema popisu iz 2011. godine, je najbrojnije prezime u općinama Kostrena i Šestanovac te treće najbrojnije prezime u Gradu Drnišu.[33]
- Na područje srednjeg Velebita (Jablanac i okolica) Vukušići su prisutni od 17. stoljeća. Na ovo područje doselili su se u seobi Bunjevaca iz Dalmacije.[34]

## Poznate osobe porijeklom iz Lišnjaka
- Drago (Dragec) Vukušić, zagrebački ugostitelj
- Herman Vukušić, dr.med., specijalist psihijatar
- Herman Vukušić, stolnoteniski trener
- Mirko Vukušić, hrvatski junak i vojni pilot
- Tonko (Cico) Vukušić, nogometni trener